# I Take This Woman (1940)
I Take This Woman ist ein US-amerikanisches Filmdrama in schwarz-weiß aus dem Jahr 1940. Regie führte W. S. Van Dyke. Das Drehbuch schrieb James Kevin McGuinness nach der unveröffentlichten Geschichte A New York Cinderella von Charles MacArthur. Die Hauptrollen spielten Spencer Tracy und Hedy Lamarr.

## Handlung
Georgi Gragore ist auf der Rückreise von einem Kurzurlaub mit ihrem mit einer anderen Frau verheirateten Geliebten Phil Mayberry. Dieser hatte ihr versprochen, sich scheiden zu lassen, hatte es sich aber anders überlegt und sie allein gelassen. Deswegen will sie sich nun umbringen und vom Schiff springen, wird aber von dem Arzt Dr. Karl Decker daran gehindert und medizinisch versorgt. Er ist auf der Rückreise von einer Forschungsexpedition nach Yucatán. Bei der Ankunft in New York empfiehlt er Georgi, sich eine Betätigung zu suchen, bei der sie etwas Nützliches tun kann. Er sagt ihr auch, in welcher Klinik sie ihn finden kann. Wieder zu Hause, ist Georgi weiterhin depressiv. Als ihre Freundin Madame Marcesca ihr deswegen zu einem Arztbesuch rät, sucht sie Karl in der Klinik auf. Dort kann sie ihm mit ihren Sprachkenntnissen bei der Behandlung einer Patientin helfen und beginnt, dort zu arbeiten.
Bald verliebt sich Karl in Georgi. Die beiden heiraten, obwohl Georgi noch immer Gefühle für Phil hat. Zunächst gelingt es ihr, Phil auszuweichen. Eines Abends treffen sich Karl und Georgi mit Bill Rodgers und Lola Estermont in einem Nachtclub. Dort nimmt Madame Marcesca Karl beiseite um ihn Dr. Duveen vorzustellen, der Karl eine lukrative Position in seiner Privatklinik anbietet. Kurz nachdem Karl wieder zurück bei Georgi und den anderen ist, gesellen sich Bills Tochter Linda und Phil Mayberry zu ihnen. Von Karl ermutigt, lässt sich Georgi auf einen Tanz mit Phil ein. Dieser erzählt ihr dabei, dass er nunmehr geschieden sei und bedrängt sie, es wieder mit ihm zu versuchen. Marcesca bekommt dies mit und zeigt ihre Verärgerung darüber, woraufhin Phil sich verabschiedet. Karl dagegen hat an diesem Abend gesehen, wie Georgi bisher gelebt hat und will ihr dies auch weiterhin ermöglichen. Um das finanzieren zu können, nimmt er das Angebot Dr. Duveens an.
Georgi und Karl führen ein glückliches Leben, allerdings fühlt sich Georgi weiterhin von Phil verfolgt. Daher besucht sie in auf Marcescas Rat hin, um mit sich und mit ihm ins Reine zu kommen. Phil wird aber aufdringlich, und Georgi erkennt, dass sie nur Karl liebt. Bald kommt Karl aber zu dem Schluss, dass er Georgi nicht verdient. Als ein Linda nach einem Selbstmordversuch wegen einer Fehldiagnose eines jungen Arztes stirbt, nimmt Karl die Schuld auf sich. Er will für weitere Forschungen nach China gehen; Georgi solle sich einen Mann suchen, der besser zu ihr passe. Um das zu verhindern bringt Georgi zufriedene Patienten Karls dazu, ihn zum Bleiben zu bewegen. Als das nicht hilft, findet sie mehrere Kinder, die Karl ebenfalls bitten, zu bleiben. Da sieht Karl ein, dass er in seine alte Klinik und an die Seite Georgis gehört.

## Hintergründe
Hedy Lamarr war mit ihrem ersten Hollywoodfilm, Algiers, in den USA ein Star geworden. Louis B. Mayer, der mit MGM die Filmgesellschaft leitete, bei der Hedy Lamarr unter Vertrag stand, war fest entschlossen, sie mit ihrem nächsten Film zu einem der größten Stars Hollywoods zu machen. Dazu beauftragte er Charles MacArthur, einen der renommiertesten Drehbuchautoren Hollywoods, ein Drehbuch zu liefern. Als Regisseur verpflichtete er Josef von Sternberg, der schon Marlene Dietrich zum Star gemacht hatte. Als Hauptdarsteller neben Hedy Lamarr engagierte er Spencer Tracy, der gerade für seine Rolle in Manuel einen Oscar gewonnen hatte, und Walter Pidgeon. Zudem verpflichtete er die damals sehr beliebte Komikerin Fanny Brice für die Rolle der Madame Marcesca.
Josef von Sternberg fand das Drehbuch jedoch so schrecklich, dass er eine Neubearbeitung durchsetzte, die er selbst übernahm. Doch auch mit deren Ergebnis war er nicht zufrieden. Dennoch begann Louis B. Mayer mit den Dreharbeiten. Diese starteten am 18. Oktober 1938. Mayer mischte sich so sehr in jedes Detail der Dreharbeiten ein, dass es zu konstantem und lautstarkem Streit mit Joseph von Sternberg kam, bis dieser Anfang November frustriert das Set verließ. Er wurde durch Frank Borzage ersetzt. Dieser überarbeitete nochmals das Drehbuch, wozu auch Ben Hecht herangezogen wurde. Zu dieser Zeit wurde Fanny Brice durch Ina Claire ersetzt. Die Dreharbeiten gingen weiter und dauerten bis Ende Januar 1939. Dann wurden sie eingestellt, schon weil Spencer Tracy wegen der am 1. Februar beginnenden Dreharbeiten für den Film Stanley and Livingstone nicht mehr zur Verfügung stand. I Take This Woman wurde zurückgestellt, obwohl die Uraufführung für den 24. Februar 1939 angekündigt worden war. Daher wurde Lady of the Tropics und nicht I Take This Woman Hedy Lamarrs erster Film für MGM, und das mit mäßigem Erfolg.
Erst Ende 1939 wurde die Arbeit an I Take This Woman wiederaufgenommen. Als Regisseur wurde W. S. Van Dyke verpflichtet. Dieser drehte den Film in 23 Tagen fast komplett neu. Von der Version von Frank Borzage sollen nur zwei Szenen übrig geblieben sein sowie ein paar Nahaufnahmen von Hedy Lamarr. Auch bei der Besetzung gab es weitgehende Änderungen. Zwar konnte Louis B. Mayer mit viel Mühe Spencer Tracy, der nach wie vor bei MGM unter Vertrag stand, dazu veranlassen, weiterhin mitzuspielen, Walter Pidgeon hatte aber andere Verpflichtungen und wurde durch Kent Taylor ersetzt. Auch Ina Claire und Adrienne Ames wurden ersetzt, ihre Rollen übernahmen Verree Teasdale und Laraine Day.
Für die Kostüme in I Take This Woman war Adrian verantwortlich, für das Szenenbild Cedric Gibbons und Edwin B. Willis.
I Take This Woman wurde am 2. Februar 1940 uraufgeführt und von Metro-Goldwyn-Mayer vertrieben.

## Rezeption

### Kritiken
I Take This Woman erhielt fast durchgehend schlechte bis sehr schlechte Kritiken. Als Problem wird die Geschichte ausgemacht, die als gewöhnlich, offensichtlich, langweilig und zusammengewürfelt bezeichnet wird. Aber auch die Produktionsgeschichte wird als Grund genannt.
Die Darsteller werden zumeist in Schutz genommen. So meint der Rezensent von Harrison’s Reports, der Umstand, dass Spencer Tracy mitspiele, sei das Beste, was zu diesem Film zu gesagt werden könne. Hedy Lamarr dagegen habe wenig Möglichkeiten, etwas anderes zu tun, als gut auszusehen. Laut Variety zeigen die beiden eine noble Leistung unter harten Bedingungen. Craig Butler dagegen sieht eine oberflächliche und nicht überzeugende Leistung von Hedy Lamarr. Spencer Tracy sei besser, es sei aber sicher keine seiner besten Leistungen. Frank S. Nugent von der New York Times meint dazu, es sei absolut zu viel erwartet, dass irgendeine Besetzung irgendetwas hätte retten können. Veree Teasdale sehe noch am besten aus, sie sorge für komische Momente, auch wenn das nicht immer passend sei.
Als Gesamteindruck billigt Harrison’s Reports den Film nur milden Unterhaltungswert zu, Variety sieht, dass noch gerettet wurde, was zu retten war, dies aber immer noch unzureichend für Spitzenunterhaltung sei. Laut Craig Butler spricht nicht viel für den Film, außer man mag Anschlussfehler sehen. Leonard Maltin fand den Film enttäuschend. Frank S. Nugent meinte, es sei der Film der Jahre 1938 bis 1940, an dem am meisten herumoperiert worden sei. Leider sei der Patient darüber verstorben. Angesichts dieser Kritiken sprach Sanderson Beck von einer unterbewerteten Problemkomödie.

### Einspielergebnisse
Die Produktionskosten für I Take This Woman wurden auf 1.271.000 Dollar geschätzt. Durchaus unterschiedlich sind dagegen die Angaben, wie das finanzielle Ergebnis des Films war. In ihrem Buch The Hollywood Hall of Shame sprechen die Brüder Medved von einem Verlust von 1,5 Millionen Dollar. Sandra Brennan meinte schlicht, der Film sei an der Kasse durchgefallen, und Derek Winnert sieht einen Verlust von 325.000 Dollar. Stephen Michael Shearer dagegen meint in seiner Biographie über Hedy Lamarr, dass I Take This Woman die Kosten und sogar einen kleinen Gewinn eingespielt habe, allerdings nicht schnell genug für Louis B. Mayer. Er bezieht sich dabei auf das zeitgenössische Journal Box Office Digest, das den Film tatsächlich bei seinen Hundred Per-Centers, also Filmen, die ihre Kosten eingespielt haben, aufführte.